# Asystasia subbiflora
Asystasia subbiflora är en akantusväxtart som beskrevs av C. B. Cl.. Asystasia subbiflora ingår i släktet Asystasia och familjen akantusväxter. Inga underarter finns listade i Catalogue of Life.